# نیویورک (کنتاکی)
نیویورک (به انگلیسی: New York) یک منطقهٔ مسکونی در ایالات متحده آمریکا است که در شهرستان بالارد، کنتاکی واقع شده‌است. نیویورک ۱۳۹٫۹ متر بالاتر از سطح دریا واقع شده‌است.